# Фрагомени, Джакоббе
Джакоббе Фрагомени (итал. Giacobbe Fragomeni), род. 13 августа 1969 года Милан, Италия) — итальянский боксёр-профессионал, выступающий в первой тяжёлой весовой категории (англ. Cruiserweight). Чемпион Мира (по версии WBC, 2008—2009).

## Любительская карьера
Джакоббе провёл длительную любительскую карьеру прежде чем перейти в профессионалы. На любительском ринге дебютировал в 20 лет. К 22 годам, уже имел опыт из 50 поединков на любительском ринге. В 1997 году, завоевал бронзу на чемпионате мира по боксу, в Будапеште.
В 1998 году, на чемпионате Европы, выиграл золотую медаль.
Участник летних Олимпийских игр в Сиднее.

## Профессиональная карьера
Фрагомени дебютировал на профессиональном ринге в 2001 году. первый год проводил поединки с высокой переодичностью против низкорейтинговых боксёров.
В июне 2004 года, Фрагомени завоевал свой первый титул. Он нокаутировал итальянца, Алессандро Гуни в 11-м раунде, и завоевал средиземноморский титул IBF.
В ноябре 2004 года решением большинства судей Джакобе победил француза Фредерика Серра и завоевал титул интернационального чемпиона по версии WBC.
В марте 2005 года защитил титул против непобеждённого бразильца Даниела Биспу (15-0).

### 17 ноября2006Дэвид Хэй —Джакоббе Фрагомени
- Место проведения:  Йорк Холл, Бетнал Грин, Лондон, Великобритания
- Результат: Победа Хэя нокаутом в 9-м раунде в 12-раундовом бою
- Статус: Бой за титул чемпиона Европы EBU, 2-я защита Хэя. Отборочный бой за титул WBC в 1-м тяжёлом весе
- Рефери: Дэниел Фон Де Виел
- Счет судей: Еса Летосаари (77—76), Робин Долпиерр (79—73), Предраг Алексич (78—75) — все в пользу Хэя
- Время: 1:29
- Вес: Хэй 90,30 кг; Фрагомени 90,00 кг
- Трансляция: Sky Sports

В ноябре 2006 года состоялся отборочный бой за титул WBC в 1-м тяжёлом весе между Дэвидом Хэем и непобеждённым итальянцем Джакоббе Фрагомени. В середине 9-го раунда Хэй провёл несколько удачных хуков в голову, затем ещё несколько ударов в печень, и снова в голову. Фрагомени попытался отбежать от Хэя, но британец его настиг. Фрагомени был зажат у канатов. Хэй продолжил его бить. Тут вмешался рефери, и начал отсчитывать нокдаун. В этот момент угол итальянца просигнализировал об остановки боя. Рефери зафиксировал технический нокаут.

### 2007—2012
В 2007 году Джакобе завоевал титул чемпиона Европы по версии EBU-EU, победив итальянца, Винсенто Росситто (34-4-2).
В октябре 2008 года Джакобе победил техническим решением судей непобеждённого чешского боксёра, Рудольфа Края и завоевал титул чемпиона мира по версии WBC.
Первую защиту титула свёл вничью с поляком, Кшиштофом Влодарчиком, а затем проиграл венгру, Жолту Эрдеи решением большинства судей.
В мае 2010 года, в бою за вакантный титул WBC, проиграл нокаутом Кшиштофу Влодарчику.
В марте 2012 года свёл вничью поединок с соотечественником, бывшим чемпионом мира, Сильвио Бранко.
В декабре 2013 года, в бою за титул WBC, второй раз в карьере проиграл Кшиштофу Влодарчику.